# Fővárosi Pedagógiai Szakszolgálat
A Fővárosi Pedagógiai Szakszolgálat köznevelési feladatot ellátó intézmény.
A 15/2013 (II. 26.) EMMI rendelet értelmében Budapesten, ahol számos tankerületi intézmény mellett több fővárosi és országos illetékességű szakszolgálat is működött, 2013. szeptember 1-től a Fővárosi Pedagógiai Szakszolgálat egy intézményként látja el a főváros pedagógiai szakszolgálati feladatait:
- Nevelési tanácsadás
- Gyógypedagógiai tanácsadás, korai fejlesztés, oktatás és gondozás
- Fejlesztő nevelés
- Szakértői bizottsági tevékenység
- Logopédiai ellátás
- Konduktív pedagógiai ellátás
- Gyógytestnevelés
- Iskolapszichológiai, óvodapszichológiai ellátás
- Kiemelten tehetséges gyermekek, tanulók gondozása

Korábban a közoktatásban a nevelési tanácsadók és szakértői bizottságok önálló intézményként végezték a feladatellátást. Az Nkt. hatályba lépésével 2013-tól a pedagógiai szakszolgálati intézmények egy intézmény keretein belül tevékenykednek. Budapesten, ahol számos tankerületi intézmény mellett több fővárosi és országos illetékességű szakszolgálat is működött, 2013. szeptember 1-től a Fővárosi Pedagógiai Szakszolgálat egy intézményként látja el a főváros pedagógiai szakszolgálati feladatait. A feladatellátás 32 tagintézményi ügyviteli helyen és 8 tagintézményi telephelyen folyik. Ezeken kívül minden tagintézményből számos nevelési-oktatási intézménybe járnak ki heti rendszerességgel a szakemberek feladatellátás céljából. Az intézmény kialakítását Mosányi Emőke, a jelenlegi főigazgató kezdte meg megbízott főigazgatóként, a megbízott főigazgató-helyettesekkel és tagintézmény-vezetőkkel együttműködve.
A pedagógiai szakszolgálati feladatok ellátásáért a változtatás előtt különféle intézménytípusok feleltek: az állami és nem állami fenntartású egységes gyógypedagógiai intézmények, nevelési-oktatási intézmények, bölcsődék, gyermekotthonok. Az egyes intézmények egyesítése, különválása mára megtörtént, az utolsó lépések azonban még folyamatban vannak. Ezen változások következménye az új feladatok és feladatelvonások által eredményezett kapacitásváltozás. Az átalakítás legérzékenyebben a tankerületi ellátást érintette: a folyamat alkalmazotti létszámnövekedést, valamint a vezetői struktúra átalakulását vonta maga után. Ugyanakkor a fejlesztések lehetővé tették az intézményi implementációt (a gyermek/tanuló lakóhelyéhez lehető legközelebb kaphassa meg az ellátást), és legalizálták a tartalmi változásokat. Az új szervezeti keretek között lehetőség nyílt az együttműködésre, a tudásátadásra, a szakmai szolgáltatások indikátorainak meghatározására, az ellátórendszer folyamatainak gyorsítására.

## Nevelési tanácsadás
A gyermekek nem egyenes vonalú egyenletes pályán fejlődnek, néha megakadnak, sőt, néha hullámvölgybe is kerülhetnek. Sokszor a szülők, pedagógusok szeretete, tapasztalata továbbsegít, de olykor ez kevés. Ilyenkor segíthet a nevelési tanácsadás. Ekkor a kisgyermek, a serdülő, a fiatal felnőtt, vagy akár a családja is pszichológustól, gyógypedagógustól vagy fejlesztő pedagógustól kaphat ingyenes támogatást. A problémák nagyon különbözők lehetnek: dadogás, testvérféltékenység, bepisilés, verekedés, tanulási nehézségek, beilleszkedési zavarok, diszlexia, figyelmetlenség, kapcsolati nehézségek, önbizalomhiány, vagy akár kiugró zenei, matematikai vagy nyelvi tehetség és az ezzel együtt járó kérdések. Tipikus gondnak számítanak az iskolakezdéssel, az iskolaváltással vagy a továbbtanulással kapcsolatos problémák is. A felmerülő gondok nem azt jelentik, hogy a szülő, vagy a pedagógus „megbukott”, hanem azt, hogy ebben a speciális kérdésben most nem találja a helyes választ. A nevelési tanácsadás az oktatásügy, az egészségügy és a szociális szféra metszéspontjában a maga sokrétű megközelítéseivel mind a gyermeknek, mind a családnak, mind az iskolának tud valamit nyújtani.
A nevelési tanácsadási tevékenység – csakúgy, mint általában a szakszolgálati ellátás – a szülő vagy a (16 életévét betöltött) serdülő kérésére, illetve a pedagógus, a gyermek-, ifjúság- és családvédelmi, az egészségügyi szolgáltatásban dolgozó szakemberek javaslatára kezdődhet el a Fővárosi Pedagógiai Szakszolgálat területileg illetékes tagintézményében.
Az állapot felmérését követően lehetőség van arra, hogy a szülővel együttműködve új lehetőségeket tárnak a gyermek és családja elé, mely segíthet a problémák megoldásában. A foglalkozásokat szakirányú végzettséggel rendelkező szakemberek vezetik, olykor egyéniek, máskor csoportosak, általában 45 percig tartanak. A foglalkozások nem iskolaszerűek olyan értelemben, hogy sem a teszteken, sem a játékos foglalkozásokon nem lehet „rosszul” szerepelni. A szakemberek mindenkinek a személyiségét, képességeit, teljesítményét igyekeznek megismerni, és a képességei alapján szeretnék őt sikeresebbé tenni abban, hogy megoldja azt a problémáját, amellyel éppen hozzáfordult.
A nevelési tanácsadási ellátás segíthet, ha kérdéses a gyermek testi-, lelki egészsége, érzelmi állapota, teljesítménye, érdeklődése, ha magatartása gondot okoz vagy hirtelen megváltozik, vagy akár ha nem tud együttműködni konfliktus esetén. Az átlagostól eltérő vagy megkésett ütemben fejlődő gyermekeket gyógypedagógusok és fejlesztő pedagógusok készségfejlesztő foglalkozásokon támogatják.
A Fővárosi Pedagógiai Szakszolgálat tagintézményeiben azon gyermekek és szüleik jelentkezését várják, ahol a figyelem és észlelés, az emlékezet, az anyanyelvi készségek (olvasás, szövegértés, íráskészség), a nagy- és finommozgások, vagy akár a számolási-gondolkodási készségek problémákba ütköznek. Olyan változatos pszichoterápiás eszközökkel támogatják a gyermekeket, fiatalokat és családokat, mint játékterápiák, kognitív és viselkedésterápiák, négy üléses kamasz konzultáció, csoportterápiák (pszichodráma, mesecsoport, meditációs és relaxációs csoport, művészeti csoport), egyéni és csoportos mozgásterápiák, videótréning, dinamikus szenzoros integrációs terápia, alapozó terápia, TSMT, Delacato, Sindelar, Kulcsár-féle mozgásterápia, általános készségfejlesztés, diszlexia-, diszgráfia-, diszkalkulia terápiák, tanulástechnika, grafomotoros terápiák, stb.

## Gyógypedagógiai tanácsadás, korai fejlesztés, oktatás és gondozás
A korai intervenció egy gyűjtőfogalom, amely magában foglalja nemcsak a gyermek konkrét megsegítését, hanem a sérült gyermek családjának, a szűkebb-tágabb környezetének a támogatását is, egyfajta komplex tanácsadást. Ez egy széles körű, több tudományág szakemberei által végzett tevékenység. A kora gyermekkori intervenció egy szolgáltatás-rendszer, mely optimális esetben több szakember (gyermekorvos, gyógypedagógus, mozgásterapeuta, konduktor, gyógytornász, pszichológus, integrációs szakember) együttes munkáján alapul és maximálisan szem előtt tartja a gyerek állapotát és a család igényeit, körülményeit.
A korai fejlesztés egy szelete a korai intervenciónak, amikor egy vagy több fejlesztési módszerrel segítjük a kisgyermek elmaradást mutató képességeinek fejlődését. Ez elsősorban a speciális pedagógiai végzettségű: gyógypedagógusok és konduktorok, valamint a gyógytornászok és a pszichológusok által használt, pedagógiai és pszichológiai tevékenységet jelölő fogalom.
A korai fejlesztés és gondozás a pedagógiai szakszolgálatokról szóló, 15/2013 (II.26.) EMMI rendelet alapján szabályozott. E tevékenység a rehabilitáció részeként – a 0-5 éves korú eltérő fejlődésű gyermekek tervszerűen felépített programja, amely komplex diagnosztikai vizsgálatot, gyógypedagógiai oktatást és különböző terápiás szolgáltatásokat foglal magában. Korai fejlesztésre jogosultak azok a gyermekek, akik megfelelő diagnosztikai vizsgálómódszerrel jelentős elmaradást mutatnak egy vagy több fejlődési területen: mozgásfejlődés, értelmi fejlődés, hallás- és látásfejlődés, kommunikáció-, beszéd- és nyelvi fejlődés, szociális, érzelmi fejlődés, viselkedés, olyan diagnosztizált állapotokban, amelyek fejlődési elmaradást eredményeznek. Ezek a gyermekek nagy valószínűséggel fejlődésükben tartós elmaradást mutatnak, vagy fognak mutatni. A korai intervencióval, korai fejlesztéssel ezt az elmaradást próbáljuk megelőzni, csökkenteni, a fejlődési késést minimalizálni, a gyermekek családba illetve társadalomba való beilleszkedését segíteni. Az ellátásba való bekapcsolódást az országos hatáskörű szakértői bizottságok, illetve az illetékes megyei (hatáskörű) pedagógiai szakszolgálatok szakértői véleménye alapozza meg.
A Fővárosi Pedagógiai Szakszolgálat 32 tagintézménye (a kerületi és szakértői bizottsági tagintézmények, valamint az érzékszervi fogyatékosságot diagnosztizáló bizottságok) várják azokat a családokat, akiknek gyermekeinél a következő problémák merülnek fel:
- értelmi fejlődési elmaradás
- mozgásprobléma
- megkésett beszédfejlődés
- viselkedészavar, szociális készségek eltérései, kapcsolati problémák
- hallás- és látásprobléma
- étkezéssel, alvással és szobatisztasággal kapcsolatos gondok
- más, gyermekével kapcsolatos gondok vagy aggodalmak, amiben úgy érzi, hogy szakember segítségére szorul

### Hogyan fordulhatnak a Szakszolgálathoz?
- védőnő javaslatára
- házi gyermekorvos vagy más gyermek szakorvos javaslatára
- bölcsődei kisgyermeknevelő javaslatára
- a szülő közvetlenül is felkeresheti a Szakszolgálatot, orvosi beutaló nem szükséges hozzá

### Mik az ellátásba kerülés módjai?
- keresse fel a lakóhelye szerinti kerületi pedagógiai szakszolgálatot, indokolt esetben továbbirányítják a megyei vagy országos hatáskörű szakértői bizottsághoz
- jelezze bölcsődei kisgyermeknevelőjének az észlelt problémát, indokolt esetben továbbirányítják a megyei vagy országos hatáskörű szakértői bizottsághoz
- jelezze védőnőjének, gyermekorvosának az észlelt problémát, indokolt esetben továbbirányítják a megyei vagy országos hatáskörű szakértői bizottsághoz
- az országos hatáskörű szakértői bizottságokhoz (Látásvizsgáló, Hallásvizsgáló, Mozgásvizsgáló, Beszédvizsgáló Tagintézményekhez) közvetlenül is fordulhat a szülő

### Kik végzik a korai fejlesztést megelőző diagnosztikai munkát, szakértői vizsgálatot?
Budapesten a megyei hatáskörrel bíró, a lakóhely szerint illetékes Fővárosi Pedagógiai Szakszolgálat 1. számú, 2. számú, 3. számú Szakértői Bizottsági Tagintézménye, illetve az országos hatáskörű Látásvizsgáló, Hallásvizsgáló, Mozgásvizsgáló, Beszédvizsgáló Tagintézmény vizsgálatához és javaslatához kötött a korai fejlesztés megkezdése.
Az 1. sz. bizottság vizsgálja az I., II., III., XI., XII., XXII. kerület gyermekeit.
A 2. sz. bizottság vizsgálja az V., VIII., IX., XX., XXI., XXIII. kerület gyermekeit.
A 3. sz. bizottság vizsgálja a X., XIV., XVII., XVIII., XIX. kerület gyermekeit.
A Szakértői Bizottsági Tagintézmény vizsgálja a IV., VI., VII., XIII., XV., XVI. kerület gyermekeit.
A látássérült kisgyermekek vizsgálatát a Látásvizsgáló, a hallássérült gyermekekét a Hallásvizsgáló, a mozgássérült gyermekekét a Mozgásvizsgáló, a vezető tünetként nyelv és beszédfejlődési elmaradást mutató gyermekekét a Beszédvizsgáló tagintézmény végzi.
A vizsgálatra való jelentkezést írásban kell kérni. A szülő aláírása, valamint intézménybe járó kisgyermek esetén pedagógiai vélemény nélkül nem történik vizsgálati behívás. A szakértői bizottságok vizsgálati beosztásában a korai fejlesztésre váró kisgyermekek a lehetőségekhez képest elsőbbséget élveznek.

### Mi történik a vizsgálaton?
A szakértők komplex vizsgálatot végeznek, melyben a gyermek eddigi élettörténetének a kikérdezése, a probléma hátterének kiderítése történik, mely alapján egy vizsgáló team megfigyeli a gyermek játékát, mozgását, reakcióit, kapcsolatait, érzékszervi működéseit, valamint speciális vizsgáló eljárásokkal, tesztekkel alátámasztja vagy kizárja a fejlődési elmaradás tényét. A vizsgálatok a szülők jelenlétében történnek, az eredmények összegzését követő terápiás javaslatot a szülőkkel egyetértésben alakítjuk ki a család igényeit, szükségleteit figyelembe véve. A szakértői vizsgálatot követően a szülőnek írásos szakértői véleményt postáznak, melyben szükség esetén javaslatot tesznek – a megbeszéltek alapján – a korai fejlesztés helyére és módjára vonatkozóan (konkrét intézmény nevének és címének kijelölésével, a terápia fajtájának és óraszámának, valamint az ellátó szakember végzettségének és a kötelező felülvizsgálat időpontjának meghatározásával).
18 hónapos kor alatt gyermekneurológiai javaslatra vizsgálat nélkül közvetlenül javaslatot tehet a szakértői bizottság a korai fejlesztésre. Ehhez a szülőnek el kell juttatnia a szakorvosi javaslatot a megyei, ill. országos szakértői bizottsághoz, és kérnie kell gyermeke korai fejlesztésre való kijelölését.
Korai fejlesztésre az a kisgyermek jogosult, akinek a fent leírtaknak megfelelő szakértői véleményben korai fejlesztésre való javaslata van.
A Fővárosi Pedagógiai Szakszolgálatban végzett diagnosztikai tevékenység és korai fejlesztés ingyenes és a gyermek lakóhelyéről könnyen megközelíthető.

### Hol kaphat ellátást a gyermek?
- bölcsődés kisgyermek ellátását a bölcsődében szervezi meg a kijelölt szakszolgálat (amennyiben a fejlesztéshez szükséges feltételek biztosítottak) a szülőkkel való rendszeres kapcsolattartás, valamint a bölcsődei kisgyermeknevelők folyamatos tanácsadásának biztosítása mellett
- otthon nevelt kisgyermek és családja ambulánsan kap ellátást a lakhelye szerinti kerületi tagintézményben vagy meglévő feltételek esetén adott kerületi bölcsődében
- bizonyos esetekben, a gyermek állapotától és a tagintézmény kapacitásától függően a korai fejlesztésre a gyermek otthona is kijelölhető
- a gyermekotthoni ellátásban, fogyatékosok nappali intézményében, fogyatékosok ápoló-gondozó bentlakásos intézményében intézményi ellátásban részesülő gyermekek korai fejlesztését, amennyiben az ehhez szükséges feltételek biztosítottak, ezen intézményben látja el a szakember, az ezen gyermekeket ápoló-gondozó személyek részére történő folyamatos tanácsadással együtt.

### Milyen terápiákat kaphat a kisgyermek?
Minden esetben komplex fejlesztést kap gyermeke, ez lehet
- mozgásfejlesztés, konduktív pedagógia rendszerével történő ellátás,
- gyógypedagógiai fejlesztés,
- kommunikáció és nyelvi fejlesztés,
- szükség esetén pszichológiai segítségadás.

A kerületi szakszolgálati tagintézmények kapacitása sajnos jelenleg még egyenetlen, de törekszenek a szükséges ellátások biztosítására. A Szakszolgálat munkatársai elhivatottak a családok segítésére és ezen belül az eltérő fejlődésű kisgyermekek minél hatékonyabb és eredményesebb fejlesztésére. Célunk a gyermek fejlődési elmaradásainak megelőzése, a már meglévő elmaradások megszüntetése, csökkentése, a gyermek mielőbbi integrálása, beillesztése a környezetébe: családba, bölcsődei, óvodai környezetbe, később az oktatási rendszerbe, végső soron a társadalomba.

### Meddig vehet részt korai fejlesztésben egy kisgyermek?
Addig vehet részt a korai fejlesztésben egy kisgyermek, amíg óvodai nevelése nem kezdődik meg, de legfeljebb 5 éves koráig. Ezt követően a szakértői bizottság javaslatára fejlesztő nevelésben részesülhet, ha a bizottság nem javasolja a gyermek óvodai nevelését.
A szakértői felülvizsgálatot végző bizottság a felülvizsgálat során javaslatot tesz az óvodai nevelés helyére és módjára is, de a felülvizsgálatot megelőzően jó, ha a szülő tájékozódik a helyi lehetőségekről.

## Szakértői bizottsági tevékenység
A Fővárosi Pedagógiai Szakszolgálat tagintézményeként az országos és megyei szintű szakértői bizottságok valamint az egyes tankerületekben a szakszolgálatokhoz tartozó tankerületi szakértői bizottságok 2013. szeptember 1. óta működnek és látják el a különleges gondozásra jogosult, gyermekek, tanulók szűrését, teljes körű illetve kiegészítő vizsgálatát, igazolások kiadását a már rendelkezésünkre álló, illetve a meglévő vizsgálati dokumentáció alapján.

### Kik tartoznak az országos szintű körbe?
- mozgásszervi-, érzékszervi- (látási, hallási), beszédfogyatékosság
- a háromévesnél fiatalabb gyermekek teljes körű pszichológiai, pedagógiai-gyógypedagógiai vizsgálata (szülői, orvosi, bölcsődei, fejlesztői kérésre)
- a mozgásszervi fogyatékosság, az érzékszervi fogyatékosság, valamint a beszédfogyatékosság megállapítására vagy kizárására irányuló vizsgálat közvetlenül is kérhető, illetve kezdeményezhető (Ha a gyermek óvodai nevelésben, a tanuló oktatásban részesül az óvoda, az iskola köteles közreműködni az 1. melléklet szerinti vizsgálat iránti kérelem elkészítésében.

### Kik tartoznak megyei szintű körbe?
- a háromévesnél fiatalabb gyermekek teljes körű pszichológiai, pedagógiai-gyógypedagógiai, szükség szerint orvosi vizsgálata (szülői, orvosi, bölcsődei, fejlesztői kérésre)
- hároméves kor fölött (óvodások, iskolába járó tanulók esetében) – amennyiben a tankerületi szakértői bizottság továbbítja a vizsgálati kérést a bizottságokhoz (megyei szakértői bizottság), miszerint megítélése alapján a gyermeknél/tanulónál a sajátos nevelési igény valószínűsíthető kiegészítő vélemény készítése:
  - akinek általános fejlődésében, értelmi képességeiben korosztályához képest elmaradás vagy átlagtól eltérő viselkedés tapasztalható (több fogyatékosság együttes előfordulása esetén halmozott fogyatékosság, értelmi fogyatékosság, autizmus spectrum zavar)
  - akinek valamilyen súlyos és tartós részképesség gyengesége miatt iskolai tanulmányaikat sikertelenül teljesítik gyengeség – egyéb pszichés fejlődési zavarral: súlyos tanulási, figyelem- vagy magatartásszabályozási zavarral küzdenek)
  - Tanulási zavar: pl. diszlexia, diszgráfia, diszkalkulia, egyéb tanulási problémák
  - Beilleszkedési, magatartási rendellenességgel küzdenek (hiperkinetikus magatartászavar, aktivitás és figyelem zavara –

A már gondozásban álló, különleges gondozásra jogosult sajátos nevelési igényű gyermekek/tanulók, akiknek felülvizsgálatát vagy az intézmény vagy pedig a szülő kéri
Sajátos nevelési igényű tanulók esetében igazolások kiadása (szakértői vélemény készítése)
- közösségi szolgálat teljesítésére vonatkozó kötelezettség alóli mentesítés
- tankötelezettség meghosszabbítása

A megyei szintű bizottságok egyéb feladatai:
A megyei szakértői bizottság területi ellátási kötelezettsége a fővárosban, megyében több tankerületre terjed ki.
- A tankerületi szakértői bizottság operatív működésének koordinációja
- Megyei szintű diagnosztikai adatbázis működtetése, karbantartása
- A szakértői vizsgálat során alkalmazott protokoll eljárások folyamatos ellenőrzése, fejlesztése
- Speciális diagnosztikai feladatok koordinálása

### Kik tartoznak a tankerületi szintű körbe?
- A tankerületi szakértői bizottság területi ellátási kötelezettsége arra a járási, fővárosban fővárosi kerületi tankerületre terjed ki, amelyben működik (meghatározó a lakóhely, annak hiányában – tartózkodási hely)
- Harmadik életévüket betöltött gyermekek, tanulók teljes körű pszichológiai, pedagógiai-gyógypedagógiai, továbbá szükség szerint orvosi vizsgálata (szülői, orvosi, bölcsődei, fejlesztői kérésre)
- Beilleszkedési, tanulási, magatartási nehézség megállapítása, vagy kizárása és az ehhez kapcsolódó felülvizsgálatok elvégzése (zárás ebben az esetben a tankerület feladata)
- A gyermek iskolába lépéshez szüksége fejlettségi szintjének megállapítása
- Amennyiben SNI valószínűsíthető továbbítás a megyei szakértői bizottságnak (saját vizsgálati dokumentáció, annak eredményei, vizsgálat alapján tett megállapításai, valamint a rendelkezésükre álló egyéb iratok megküldése) – zárás a megyei bizottság feladata

### Dokumentáció
- szakértői vélemény iránti kérelem (1. melléklet a 15/2013. (II.26.) EMMI rendelet)
- Értesítés 15 napon belül (beérkezés), vizsgálat előtt legalább 10 nap
- Mindkét szülő jelenléte szükséges (nyilatkozat, amennyiben csak egyik van jelen)

Vizsgálatvégző: pszichológus, gyógypedagógus, szükség esetén orvos
Tájékoztatás: szóban a vizsgálat eredményeiről, jogok, kötelezettségek, aláírás

## Gyógytestnevelés
A gyógytestnevelés célja a mozgásszervi elváltozásokkal és belgyógyászati problémákkal küzdő tanulók panaszainak csökkentése, az egészség helyreállítása, a testi képességek fejlesztése, valamint a sportolási igény kielégítése. A gyógytestnevelési órákon a testnevelés és sport módszereivel differenciált, egyénre szabott képességfejlesztés folyik.
A tanulók akkor jogosultak a foglalkozásokon való részvételre, ha az iskolaorvos beutalta gyógytestnevelésre, illetve a megfelelő kategóriába sorolta:
- II/A kategória:
  - A tanuló orvosi javaslat alapján testnevelés órán is részt vesz, de a gyógytestnevelés óra a kötelező számára.
- II/B kategória:
  - A tanuló csak a gyógytestnevelési órákon vehet részt, ami kötelező számára mindaddig, míg az iskolaorvos – saját, vagy szakorvosi vélemény alapján – a tanuló beutalását meg nem szüntette.

### A foglalkozások rendje
A foglalkozások a beutalt tanulók részére ingyenesek (államilag támogatottak). Egy-egy foglalkozás két tanítási óra hosszúságú gyógytestnevelésből és egy tanítási óra hosszúságú uszodai gyógyúszásból áll.
Lehetőség szerint a gyógyúszás foglalkozásokon kis- és mélyvizes csoportokban úsznak a tanulók. A csoportba sorolás az év eleji szintfelmerés alapján történik. Azon tanulóknak, akik egészségügyi vagy egyéb okokból nem úszhatnak, heti 3 alkalommal tornatermi foglalkozásokon kell részt venniük.

## Iskolapszichológiai, óvodapszichológiai ellátás
A Fővárosi Pedagógiai Szakszolgálatnál az óvoda és iskolapszichológiai ellátáshoz kapcsolódó tevékenységeket a koordinátor végzi. Alapvető feladata a nevelési és oktatási intézményekben dolgozó óvoda és iskolapszichológusok munkájának segítése, koordinálása, tankerületi szintű összefogása. Tankerületi szintű méréseket, prevenciós méréseket előkészíti, segít a lebonyolításukban. Az óvoda és iskolapszichológusok számára rendszeresen esetmegbeszélő csoportot szervez. Rendszeres konzultációt biztosít számukra–személyes, telefonos illetve levelező formában - a felmerülő szakmai problémák megbeszélése céljából. Az intézményben dolgozó pszichológus számára módszertani segítséget nyújt, naprakész ismeretek átadásával, szakmai anyagok összeállításával, egyéni és csoportos konzultációval. Az intézményben dolgozó kollégák megkeresése alapján gyakorlati segítséget nyújt számukra többek között páros csoportvezetésben, pedagógusok számára tartott továbbképzések lebonyolításában, esetmegbeszélő csoportok vezetésében.
Tankerületi szintű méréseket, prevenciós méréseket előkészíti, segít a lebonyolításukban. Szükség szerint részt vesz a gyakornok kollégák mentorálásában. A koordinátor összekötőként működik az óvoda/iskolapszichológus és más ellátó intézmények között. Segít megtalálni a megfelelő ellátási formát a gyermekek számára, információk átadásával segít a pedagógiai szakszolgálati vagy az egészségügyi szakellátásba való továbbküldésben. Fogadja az önkéntesen bejelentkező gyermekeket, szülőket és pedagógusokat, akik az óvodától és iskolától függetlenül szeretnék igénybe venni az iskolapszichológiai szolgáltatást. A diákoknak egyéni tanácsadás, a szülőknek és pedagógusoknak konzultációs formában ad segítséget az óvodai és iskolai nevelés, oktatás során felmerülő problémák esetén. A szakmai munka színvonalas megszervezése érdekében folyamatos kapcsolatot tart az ELTE Óvoda és iskolapszichológia Módszertani Bázissal.
Az iskola- és óvodapszichológusok preventív tevékenységükkel hozzájárulnak, hogy a gyerekek jobban alkalmazkodjanak az iskolai élethez és az iskolai élet jobban szolgálja a gyerekek érdekeit.

### Segítségnyújtás
A szakemberek segítséget tudnak nyújtani mind gyermekek, mind tanulók, szülők, pedagógusok számára a következőkben:
- beiskolázással és továbbtanulással kapcsolatos információk átadásában,
- agresszió- és konfliktuskezelési,
- mentálhigiénés,
- családi életre nevelési,
- drogprevenciós témákban,
- tanulók beilleszkedésében,
- teljesítmény- vagy motivációs problémák esetén
- kommunikációs nehézségek esetén
- a gyermek testi-, lelki-, érzelmi állapotának kérdésessége vagy aggályossága esetén,
- ha a gyermeknél/tanulónál vagy csoportban krízishelyzet lép fel (pl. kortárs- vagy pedagógus haláleset, súlyos iskolai kudarcélmény, családi krízishelyzet
- pályaválasztási, pályaorientációs vizsgálatokban, tanácsadásban,

A pszichológus szükség esetén a gyermeket a megfelelő szakemberhez irányítja, valamint segíthet az eredmények, szakvélemények értelmezésében és közlésében, a szükséges beavatkozási javaslatok elfogadtatásában és megvalósításában. Esetenként tréningeket szervez gyermekek/tanulók, és/vagy szülők, pedagógusok számára, valamint készség- és képességfejlesztő foglalkozásokat tart felkészültsége és módszertani képzettsége alapján.

## Kiemelten tehetséges gyermekek, tanulók gondozása
A Fővárosi Pedagógiai Szakszolgálat kerületi tagintézményeiben a tehetséggondozó koordinátorok fogják össze a tehetséggondozással kapcsolatos munkát. A szülő és az iskola egyaránt kérheti a Szakszolgálat tehetséggondozó koordinátor munkatársának segítségét, aki akár a neveléssel, a tanulással, akár az iskolai vagy külön elfoglaltságokkal kapcsolatban felmerült kérdésekre igyekszik választ találni, esetenként speciális tehetséggondozó programok, lehetőségek (pályázat, mentor, ösztöndíj, stb.) megtalálásával. A szülőhöz és a pedagógushoz csatlakozva támogatja, és segíti a tehetség kibontakoztatásának folyamatát, mely a gyermeknek harmonikusabb fejlődést biztosít.

### Törvényi háttér
A kiemelten tehetséges gyermekek, tanulók gondozása szakszolgálati feladatot a 15/2013 EMMI rendelet szabályozza. A felsorolt szakszolgálati feladatok két csoportra oszthatók:

#### Gondozás, ellátás
- Az intézmény egészének feladata
- Tehetség-felismerés, tehetség-azonosítás;
- Személyiségfejlődés támogatása;
- Önismereti csoport;
- Tanácsadás szülőknek.

### Szervezési, koordinációs
- A tehetséggondozó koordinátor feladata (aki a fent felsorolt feladatok végzésében is résztvevő lehet):
- Konzultáció pedagógussal;
- Tehetség-tanácsadási fórum szervezése;
- Tehetségprogramban való részvételre javaslat;
- Kapcsolattartás a tehetségfejlesztő programok vezetőivel;
- Kapcsolattartás az iskola- és óvodapszichológusokkal;
- Mérések;
- Tehetségfejlesztő műhelyek vezetői számára konzultáció biztosítása;
- Kapcsolattartás a tehetséggondozó szervezetekkel.

### A feladat ellátása
A tehetséggondozás a szakszolgálatoknál komplex feladat, melyben az együttműködő szakemberek: az intézményben dolgozó pszichológus, fejlesztő pedagógus, gyógypedagógus, logopédus, tehetséggondozó koordinátor és iskolapszichológus koordinátor, esetleg orvos. A hatékony szakszolgálati tehetséggondozás csak team-munka keretében valósulhat meg.

### Tanácsadó vagy terápiás ellátás
- Tanácsadás a szülő és/vagy a fiatal részére;
- Terápia (egyéni/csoportos formában): önismereti vagy a személyiség bármely aspektusát fejlesztő céllal;
- Konzultáció (szakemberek között, ill. pedagógusokkal).